# Umadum

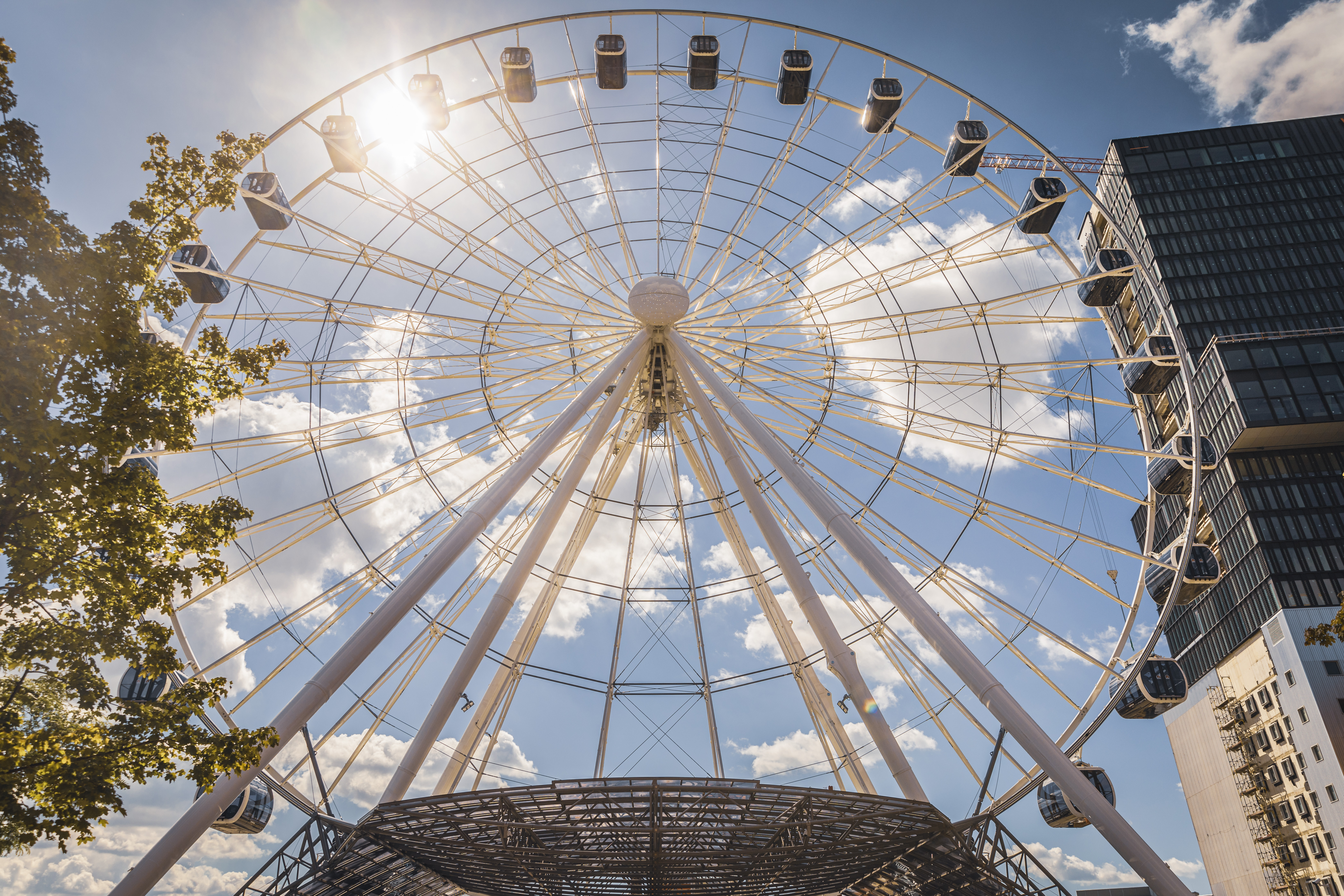
Umadum (Juli 2020)

Das Umadum (bairisch für „rundherum“, ˈʊmɐdʊm oder ʊmɐˈdʊm), vor Juli 2020 Hi-Sky, ist ein im April 2019 eröffnetes Riesenrad im Münchner Werksviertel im Stadtbezirk Berg am Laim. Sein Betrieb ist eine Zwischennutzung des Geländes, auf dem der Bau des Konzerthauses München vorgesehen ist.

## Geschichte

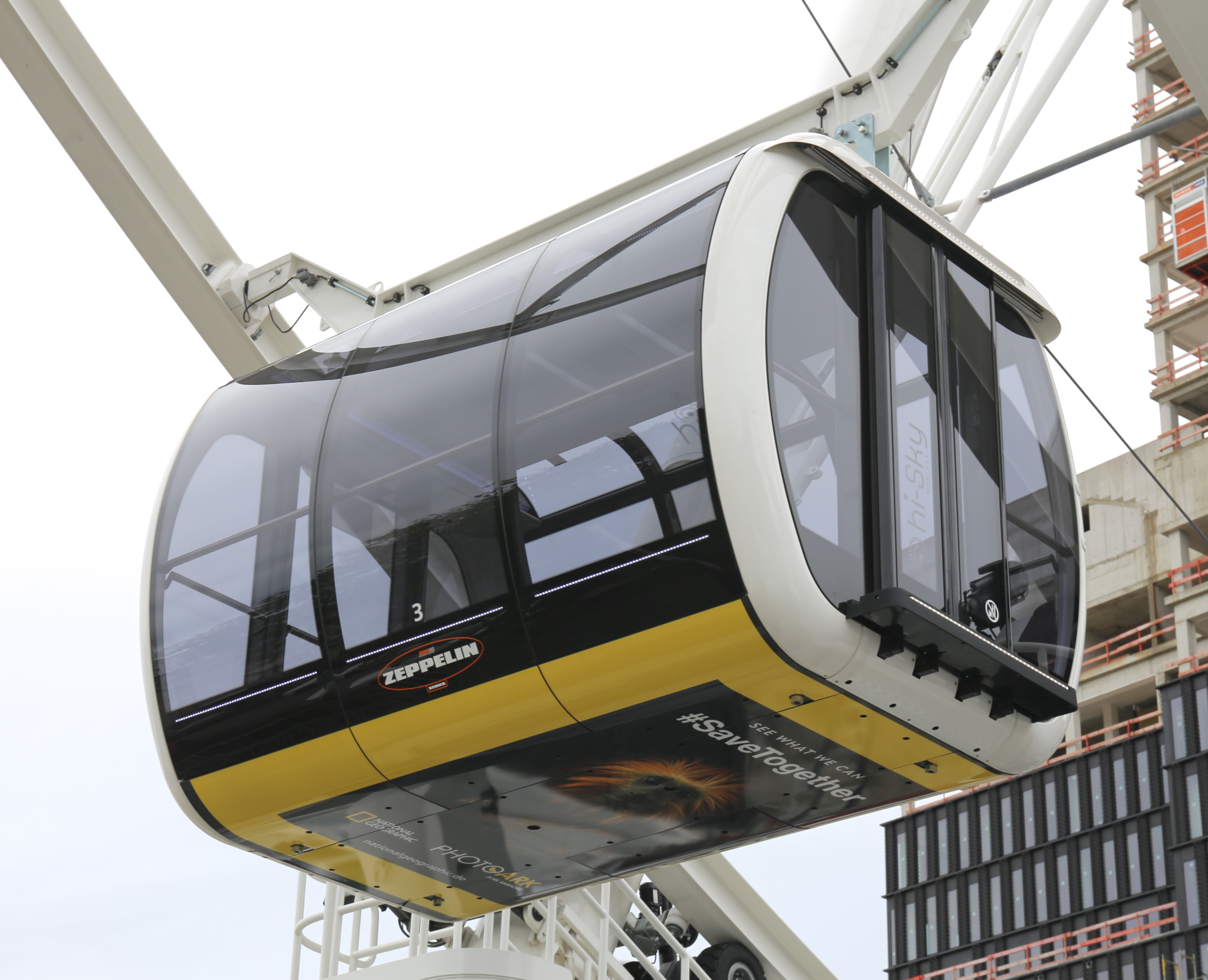
Gondel

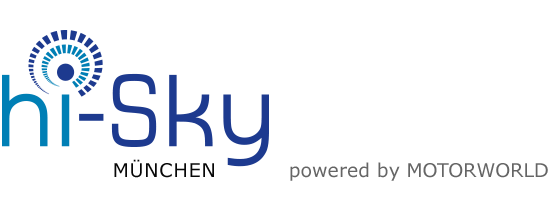
Logo Hi-Sky (2019–2020)

Auf dem Gelände des künftigen Konzerthauses München in unmittelbarer Nähe zum Münchner Ostbahnhof wurde Ende 2018 der Motorworld Group als Betreiber zwecks Zwischennutzung der temporäre Aufbau des mobilen Riesenrads Hi-Sky München genehmigt. Geplant war zunächst, das Riesenrad solle mindestens zwei Jahre stehen bzw. so lange, bis das Grundstück für den Konzertsaalbau gebraucht werde. Der Aufbau im Frühjahr 2019 dauerte etwa einen Monat. Im April 2019 wurde es eröffnet.
Das Riesenrad des Typs R80 XL des Münchner Unternehmens Maurer SE wurde vom niederländischen Designer Ron A. Bussink entwickelt. Es hat eine Höhe von 78 Metern; jede seiner 27 Gondeln bietet Platz für bis zu sechzehn Personen. Bei einer relativ geringen Geschwindigkeit von unter 0,5 km/h beträgt die Fahrtdauer dreißig Minuten. In Richtung Süden ist ein Blick auf das Alpenpanorama möglich und in alle anderen Richtungen die Rundsicht auf München und das oberbayrische Umland. Nebst reinen Rundfahrten lassen sich auch Kombinationen mit kleinen Events wie z. B. einem Münchner Weißwurst-Essen in einer der Gondeln buchen.
Das Umadum ist das größte Riesenrad Deutschlands. Laut der Süddeutschen Zeitung war es zudem bei der Eröffnung das größte mobile Riesenrad der Welt.
Betreiber war zunächst die Motorworld München. Mit Wirkung vom Juli 2020 übernahm ein neuer Betreiber die Anlage, die fortan unter dem Namen Umadum (bairisch für „rundherum“) firmiert und ursprünglich bis zum Frühjahr 2022 an ihrem Standort betrieben werden sollte. Am 8. Juli 2022 fand vor dem Riesenrad ein Konzert für das neue Konzerthaus statt.